# Walpurgisnacht (Ernst Barlach)

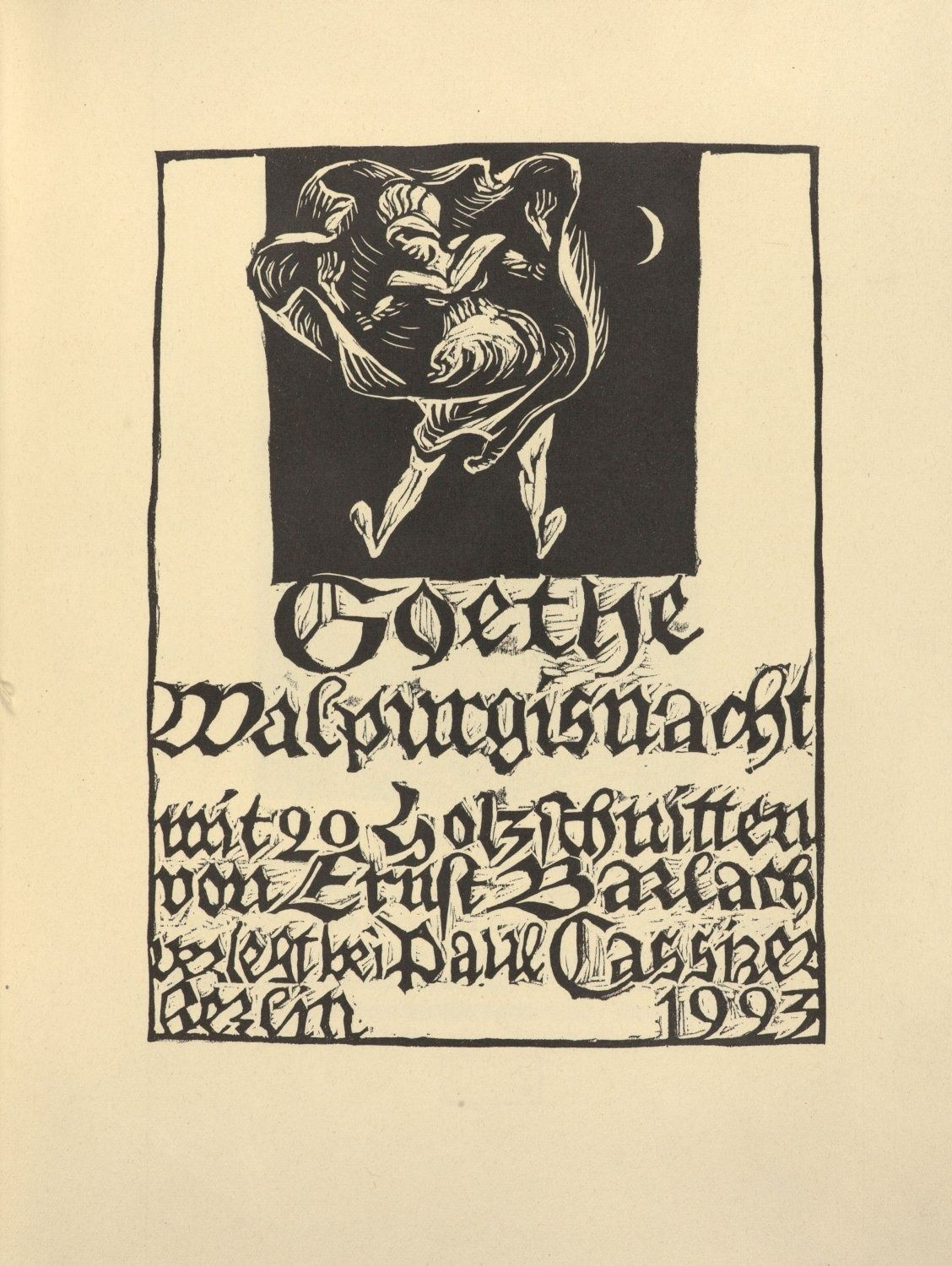
Titelblatt des Buches Goethe Walpurgisnacht, Holzschnitt von Ernst Barlach, 1922/23

Walpurgisnacht ist ein künstlerisch gestaltetes und illustriertes Buch von Ernst Barlach, dem der Text Walpurgisnacht aus Faust I von Johann Wolfgang von Goethe zugrunde liegt. Es erschien 1923 im Verlag von Paul Cassirer in Berlin. Gedruckt wurde es in der Druckerei Offizin Pöschel & Trepte in Leipzig und Ernst Barlach stellte 20 Holzschnitte dafür her. 1955 gab es eine Neuausgabe von Hans Maria Wingler im Buchheim Verlag, Feldafing. Eine weitere nach dem Original gestaltete Neuausgabe erschien 1967 im Droste Verlag und Druckerei GmbH, Düsseldorf.

## Hintergrund und Beschreibung
Goethes Werk Faust I inspirierte viele Künstler zur Illustration und Bearbeitung. Dass der Fauststoff Anfang der 1920er Jahre in Deutschland verstärkt wieder aufgegriffen wurde, so bei Hans Wildermann 1919, Willy Jaeckel 1925 und Max Slevogt bis 1926, hängt mit der Sinnfrage der menschlichen Existenz nach dem Ende des Ersten Weltkriegs zusammen. Doch Ernst Barlach interessierte sich in dem Buchprojekt nur für die Walpurgisnachtszene, in der Mephistopheles und Faust einen nächtlichen Hexenball auf dem Brocken besuchen und verschiedenen Wesen aus dem Reich des Bösen begegnen. Barlach war Vertreter einer realistischen, aber auch deutschen expressionistischen Darstellungsweise. Seine einmal „wuchtigen“, dann wieder fein geritzten Holzschnitte für die Walpurgisnacht illustrieren nicht nur das dunkle Geschehen auf dämonische Weise, ist also keine bloße Widerspiegelung, sondern übersetzen es in die neue künstlerische Sprache des expressionistischen Holzschnitts. Barlach hatte sich schon früher mit Goethe befasst; der Dichter war sogar ein Vorbild für ihn. In Barlachs gesamtem Werk ist Goethes künstlerischer und literarischer Einfluss spürbar und führte zu zahlreichem Material in seinem künstlerischen Werk. Mit seinen Holzschnitten zur Walpurgisnacht hat Barlach eine der Dichtung gleichwertige Bildumsetzung geschaffen, die in ihrer sinnlich erotischen Erregtheit lebensbejahend wirkt, genau wie es die Worte des Mephistopheles beschreiben:
Was sagst du, Freund? das ist kein kleiner Raum.

Da sieh nur hin! du siehst das Ende kaum.

Ein Hundert Feuer brennen in der Reihe;

Man tanzt, man schwazt, man kocht, man trinkt, man liebt;

Nun sage mir, wo es was bessers giebt?

– (Vers 4055).
Mit dem Druckgrafikzyklus Walpurgisnacht hat sich Ernst Barlach vollständig aus der „Enge der nachwilhelminischen Spießerwelt“ befreit.
Das Buch erschien in 120 nummerierten Exemplaren und steckt in einer Kassette. Das Format beträgt 32,5 × 25 cm. Neben den gedruckten Holzschnitten war der Vorzugsausgabe ein separater Satz der Holzschnitte auf Japanpapier, von Ernst Barlach eigenhändig signiert, beigegeben. Gedruckt wurde es auf Büttenpapier der Papierfabrik Zanders. Barlachs beigelegte Holzschnitte druckte Cassirers Berliner Pan-Presse. Der Schriftsatz ist eine gotische Fraktur. Das Buch hat 50 Seiten in Fadenbindung und einen grauen Pappeinband.

## Barlachs Holzschnitte

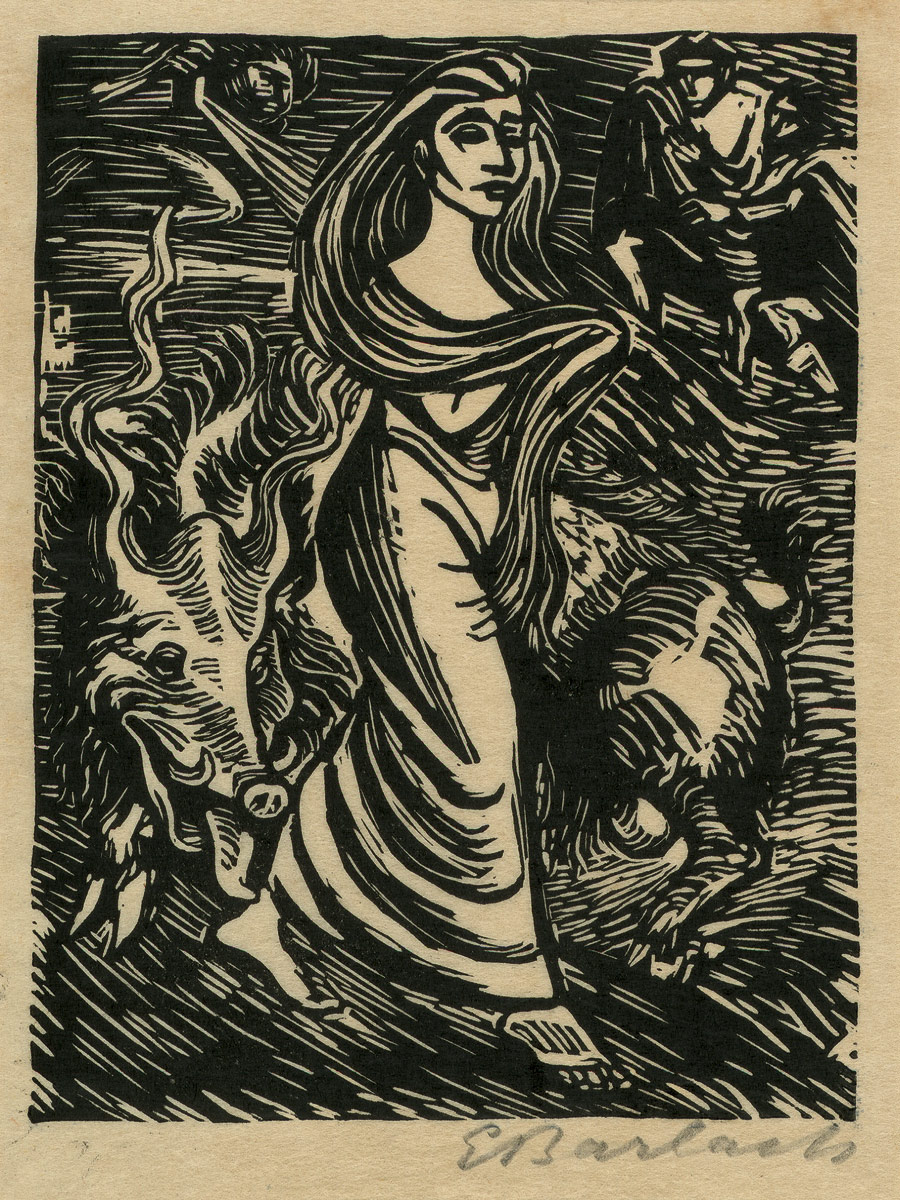
Lilith mit einem Keiler auf dem Hexenball der Walpurgisnacht (Holzschnitt von Ernst Barlach, 1923)

Die von Ernst Barlach hergestellten Holzschnitte porträtieren verschiedene Figuren des Hexentanzes einzeln und in Gruppen. Mit den Kohlezeichnungen als Vorstudien für die Holzschnitte begann er 1919; allerdings  waren es viel mehr, als später in das Buch übernommen wurden. Wichtig am Holzschnitt ist die Hell-Dunkel-Verteilung, die dem Hexentanz die nötigen Kontraste zwischen Licht und Schatten verleiht. Barlach verwandte die Technik des Flächenholzschnitts, bei der die Motive aus der schwarzen Grundfläche herausgeschnitten werden und eine weiße Zeichnung ermöglicht, im Gegensatz zum traditionellen Holzschnitt, bei dem das Motiv vor weißer Grundfläche mit schwarzer Zeichnung erscheint. Durch Barlachs Art des Schneidens kommen die Arbeiten dem nächtlichen Charakter des Hexensabbaths sehr nah. Barlach legt auf die detaillierte, individuelle Darstellung der Hexen mehr Wert als auf die eigentlichen Protagonisten Faust und Mephisto, die in den Holzschnitten eher in den Hintergrund treten.
Nach Hans Maria Wingler lassen sich nicht zu allen Holzschnitten Textzitate aus dem Faust zuordnen. Denn es handelt sich nicht um eine Bebilderung des Goetheschen Textes, sondern um eine bildnerische Übersetzung. Barlach geht teilweise über den Goethetext hinaus und erfindet frei.
Beschreibungen teilweise nach Susanne Augat: Die entsprechenden Verse beziehen sich auf die Ausgabe von J. G. Cotta, Tübingen 1808.
- Titelblatt mit der Darstellung einer tanzenden oder herabfahrenden Hexe bei zunehmendem Mondviertel
- Der Harfner[6] könnte eine Anspielung auf die gleichnamige Figur aus Goethes Roman Wilhelm Meisters Lehrjahre sein. Als Instrument verwendet er eine Wirbelsäule mit Rippen, die er anschlägt und dazu singt. Drei Personen, eine schöne Frau, vielleicht Mignon, und ein sich an den Händen haltendes altes Hexenpaar lauschen bewegt dem Gesang des Harfners.
- Blocksberggelichter, hier ist eine Anspielung auf den Wilden Mann wahrscheinlich. In Goethes Faust II tauchen Wilde Männer als Riesen im Harz auf (Vers 5864 ff.). Im Holzschnitt hat sich ein Wilder Mann eine junge Hexe geschnappt und will mit ihr verschwinden, doch ein spitznasiges Wesen versucht, ihm die Beute streitig zu machen.
- Das Irrlicht (Vers 3855), hier wird der Aufstieg zum Brocken aus der Gegend um Schierke und Elend und die Begegnung mit einem Irrlicht dargestellt. Hinter Faust und Mephistopheles erhebt sich eine Bergkulisse, die kleine Gestalt des Irrlichts mit flammenden Haaren zeigt Demut vor Mephisto.
- Faust und Mephistopheles II (Vers 3912) Faust und Mephisto stehen breitbeinig in einem Sturm (bei Goethe eine „Windsbraut“) auf einem Felsplateau, Faust erfasst den Zipfel von Mephistos Gewand.
- Hexenreise, zwei fliegende Hexen mit wehendem Haar und Gewand, die kleinere links unten sitzt in einem Wäschekorb
- Das Eulennest (Vers 3969), in diesem Bild bezieht sich Barlach auf eine Hexendarstellung bei Hans Jakob Christoffel von Grimmelshausen und zeigt eine über den Ilsestein fliegende Hexe auf einer Art Tisch oder Bank. Barlach stellt diese Hexe humorvoll, ängstlich und erwartungsvoll mit großen Augen dar. Sie und die Hexe Baubo gehören zu den humorvollen und heiteren Wesen dieses Hexensabbaths.
- Die Hexe Baubo (Vers 3962), sie reitet im Damensitz auf einem Mutterschwein, das Barlach aber als Keiler darstellt. Sie verfügt über eine Knollennase und steht für Heiterkeit. Goethe hatte sie aus dem griechischen Mythos der Baubo übernommen.
- Der Bischof, zwei von links nach rechts durch die Luft fliegende menschliche Figuren, wovon die eine, der Bischof, eine Mitra trägt und um den Hals eine kleine Glocke statt einem Pektorale. Sein fledermausartiger Umhang dient als Tragfläche für den Gleitflug
- Reitender Urian, Urian, gemeint ist der Teufel, reitet auf einem Schafbock und ist von monströsen Tieren, darunter ein Hummer, umgeben
- Hexenritt (Vers 3906), eine breitbeinig auf dem Besen reitende Hexe fliegt von links oben nach rechts unten durchs Bild. Ihr Rock wird vom Fahrtwind gebläht, der Oberkörper ist frei. In ihre Haare hat sich eine andere Hexe, die in einem Waschzuber hockt, gekrallt. Weitere Hexen auf einem Ziegenbock reitend und auf einem Besen. Rechts ist ein großes teuflisches Antlitz im Nadelwald zu erkennen, Faust und Mephisto ducken sich am Boden.
- Die Spielleute (Vers 4050) blasen und spielen ihre Musik auf einer Katze, einer Schlange und wahrscheinlich einem Tierschädel, im Hintergrund ein Feuer um das sich Hexen lagern und singen
- Die Schneckenhexe (Vers 4065), ebenfalls eine heitere Figur, macht einen Tanzschritt in großer Pose
- Die Trödelhexe (Vers 4096), diese Hexe stellt Barlach als bösartig dar, als Vertreterin von „Unmenschlichkeit und Verderbnis“. Ihre Ware besteht aus Schreibzeug, Totenschädel, Giftbecher, Schlange, einer fremdartigen Puppe und einer Schriftrolle, in der die Zahl „14“ (Vers 2626) zu lesen ist. Diese Gegenstände weisen auf die Gretchentragödie hin. Die „14“ ist eine Andeutung auf den 14. Januar 1772, an diesem Tag wurde Susanna Margaretha Brandt, das Vorbild für Goethes Gretchen, als Kindsmörderin geköpft.
- Lilith, Adams erste Frau (Vers 4119), sie wird als gemessen schreitende Figur in einem langen Rock, nacktem Oberkörper, die langen Haare ihre Brüste verbergend, dargestellt, sie wird von einem Keiler begleitet, der ihr um die Beine streicht, am rechten Bildrand stehen Faust und Mephisto, die sie anstarren
- Mephistopheles, schwungvoll tanzend mit der Alten
- Faust, tanzend mit der Jungen
- Der Proktophantasmist (Vers 4144), diese Darstellung bezieht sich humorvoll auf den Schriftsteller Friedrich Nicolai, der unter Halluzinationen litt und diese mit am Gesäß angesetzten Blutegeln kurieren wollte; in Barlachs Holzschnitt sitzt ihm ein stachliges Wesen am Hintern
- Gretchen (Vers 4183), Gretchen erscheint als eine Tote, in aufrechter Haltung, die Hände züchtig vor dem Leib, den Kopf nach links gewendet und mit tief liegenden Augen. An ihrem Hals ist die schmale Schnur, das Zeichen ihrer Hinrichtung, zu erkennen. Barlachs Holzschnitt zeigt die Gretchenerscheinung in hellem Licht schwebend, hinter ihr tanzen die Hexen im Kreis, ganz im Hintergrund Faust und Mephisto in der dunklen linken oberen Ecke, rechts am Bildrand abnehmendes Mondviertel mit dunklen Wolken
- Verliebte Reverenz, wahrscheinlich Mephistopheles, der mit der etwas dicken alten Hexe, seiner Tanzpartnerin, schmust

## Ausstellungen
- 1982: Goethe in der Kunst des 20. Jahrhunderts. Freies Deutsches Hochstift Frankfurt am Main
- 1995: Faust. Annäherung an einen Mythos. Kunstsammlung der Universität Göttingen
- 1997: Barlach und Goethe – Zur künstlerischen Goethe-Rezeption bei Ernst Barlach. Ernst-Barlach-Museum Wedel
- 2010: Fausts Walpurgisnacht – Frühlingsanfang, Hexerei und Teufelsspuk. Goethe-Museum in Düsseldorf

## Ausgaben
- Johann Wolfgang von Goethe: Walpurgisnacht. Mit 20 Holzschnitten von Ernst Barlach. Paul Cassirer, Berlin 1993, DNB 36143331X (haab-digital.klassik-stiftung.de – Erstausgabe:  1923, Nachdruck: Von diesem Buch wurden zuvor 120 nummerierte Exemplare bei Poeschel & Trepte in Leipzig auf echtes Zandersbüttenpapier gedruckt. Jedes Buch ist von Ernst Barlach handschriftlich gezeichnet).
- Johann Wolfgang von Goethe: Walpurgisnacht. Mit 20 Holzschnitten von Ernst Barlach und einem Nachwort von Hans-Maria Wingler (= Buchheim-Bücher). Buchheim, Feldafing, Obb 1955, DNB 451587391.
- Johann Wolfgang von Goethe: Walpurgisnacht (= Meister illustrierten Meisterwerke). Droste, Düsseldorf 1967, OCLC 976830515 (Neuauflage).